# Artur Varatojo
Artur Francisco Varatojo, também conhecido por Inspetor Varatojo, foi um escritor (destacando-se na escrita de policiais), criminologista e advogado português. Nasceu a 21 de agosto de 1926, em Lisboa na freguesia de Santa Catarina, e faleceu a 28 de outubro de 2006, na mesma cidade.
Em 1949 concluiu a licenciatura em Economia e Finanças no Instituto Superior de Ciências Económicas e Financeiras. Nunca abandonando a carreira académica ao longo da sua vida, em 1979, com 53 anos, licenciou-se em Direito na Faculdade de Direito de Lisboa, passando a exercer advocacia, exclusivamente como advogado de defesa e em 1985 obteve o curso superior de Medicina Legal. 
Artur Varatojo, como um profundo estudioso de criminologia e de assuntos de técnica policial, com vinte e duas obras editadas, divulgou obras de escritores como Agatha Christie e Arthur Conan Doyle. Assinou cerca de 20 romances policiais, assim como um ensaio sobre Jack, o Estripador de Londres. Como especialista de criminologia e assuntos policiais escreveu uma crónica semanal no diário A Capital, durante 17 anos, intitulada "O Crime Visto por Artur Varatojo". Teve uma ampla divulgação nos média como cronista, através de entrevistas e artigos, mas também colaborou paralelamente com outros órgãos de comunicação da televisão e da rádio.
Na imprensa colaborou activamente e durante 17 anos escreveu para "A Capital" a sua crónica semanal "O Crime Visto por" ultrapassando a crónica 900º. Teve vasta colaboração no "Século Ilustrado", na Revista "Mais", na "Nova Gente" e no "Correio da Manhã" e na revista Foguetão (1961).
Na televisão, onde se tornou popular, Varatojo apresentou programas como o "ABC do Crime", emitido durante sete anos, e "Selecção Policial", que esteve no ar ao longo de oito anos. Ainda a nível televisivo foi autor de vários concursos emitidos pela RTP, casos de "Ou Sim ou Não", "A Dama ou o Tigre" e "Noves Fora... Nada", apresentado por Artur Agostinho. Além disso aceitou, em 1957, o convite para dirigir a publicidade na RTP, o que fez durante cinco anos até a RTP ceder a concessão da publicidade à MoviRecord portuguesa para onde transitou como director comercial, tendo exercido esse cargo durante 14 anos.
Na rádio colaborou durante 25 anos na Emissora Nacional e no Rádio Clube Português apresentou a rubrica "Na Pista do Crime", assinada com o pseudónimo "Dr. Fantasma". Fez a adaptação radiofónica de "Ala dos Namorados", de Campos Júnior, e do folhetim "O Caso das Crianças Desaparecidas".
Foi também durante 25 anos, produtor do programa policial "Quinto Programa" sendo também da sua produção, embora assinada com o pseudónimo "Bill Trinitá", a "Rubrica do Oeste".
Artur Varatojo fez parte da associação norte-americana Mistery Writers, da Sociedade Internacional de Criminologia, da Sociedade de Ciências Médicas de Lisboa, sócio agregado da Sociedade de Ciências Médicas de Lisboa, e sendo o cachimbo a sua imagem de marca foi ainda um dos fundadores do Cachimbo Clube de Portugal, o qual presidiu à assembleia-geral.
Artur Varatojo morreu a 28 de Outubro de 2006, aos 80 anos, vítima de cancro. O seu corpo esteve em câmara-ardente na Igreja do Santo Condestável, Lisboa, e foi sepultado no cemitério dos Prazeres.